# 인천부윤 (일제강점기)
인천부윤(仁川府尹)은 일제강점기 인천부의 행정수령이다.

## 역대
- 久水 三郞 1910년 10월 - 1916년, 조선총독부 외무국 사무관(외사과장)으로 전출
- 이름 미상
- 楠野 俊成 1916년 11월 -
- 이름 미상
- 이름 미상
- 이름 미상
- 深川 傳次郞 1921년 8월 5일 -
- 이름 미상
- 永井照雄 1923년 - 1923년 5월 9일
- 中島賞之 1923년 5월 10일 - 1925년 9월 8일, 전매청 대구전매지국장으로 전출
- 橫田克已 1925년 - 1928년
- 寺島利久 1928년 - 1929년 11월
- 松島 淸 1929년 11월 - 1933년 1월, 충청남도청 내무부장으로 전출
- 이름 미상
- 이기방(李基枋) 1933년 4월 7일 - 1933년 6월
- 松島 淸 1933년 6월 - 1933년 8월 10일
- 永井照雄 1933년 8월 11일 - 1934년 1월
- 永井照雄 1934년 1월 - 1938년 12월 16일, 재임명
- 永井照雄 1938년 12월 16일 - , 유임
- 임헌평(林憲平) 1941년 - 1943년, 경기도 산업부장 전출
- 이케다 키요요시(池田淸義) - 1945년 9월 2일

## 같이 보기
- 인천부윤 (조선)
- 인천부윤 (대한제국)
- 인천광역시장